# A205
A205, eller South Circular Road er en hovedvej, som forbinder de østlige og vestlige dele af Greater London via de sydlige bydele. Sammen med A406, North Circular Road udgør den en ringvej gennem ydre London.
51°26′26″N 0°06′35″V / 51.4405°N 0.1098°V